# Tabanus tiluensis
Tabanus tiluensis är en tvåvingeart som beskrevs av Nieschulz 1927. Tabanus tiluensis ingår i släktet Tabanus och familjen bromsar. Inga underarter finns listade i Catalogue of Life.